# Holzer-Blasen
Als Holzer-Blasen wird ein Befund in der Rechtsmedizin bezeichnet, der auf eine Intoxikation hinweist. In aller Regel handelt es sich bei der vergiftenden Substanz um ein Barbiturat, allerdings können die Holzer-Blasen auch bei anderen Giften auftreten. Sie entstehen durch Druckbelastung durch längeres Liegen infolge einer Bewusstseinstrübung vor dem Tod. Holzer-Blasen treten bevorzugt an Körperstellen wie Wirbelsäule, Oberschenkel, Hüfte, Knieinnenseiten, den Fußknöcheln und den Hand- und Fußrücken. Differentialdiagnostisch sind sie von Brandblasen abzugrenzen.
Dieser rechtsmedizinische Befund wurde erstmals von Franz Josef Holzer, von 1958 bis 1973 Ordinarius an der Universität Innsbruck, bei einer Barbiturat-Intoxikation erhoben und in der Folge nach ihm benannt.